# Gare de Val-de-Vesle
Gare de Val-de-Vesle vasútállomás Franciaországban, Val-de-Vesle településen.

## Vasútvonalak
Az állomást az alábbi vasútvonalak érintik:
- Châlons-en-Champagne-Reims-Cérès-vasútvonal

## Kapcsolódó állomások
A vasútállomáshoz az alábbi állomások vannak a legközelebb:
- Gare de Prunay
- Gare de Sept-Saulx